# Brusłyniw
Brusłyniw (ukr. Бруслинів) – wieś na Ukrainie, w obwodzie winnickim, w rejonie winnickim, w hromadzie Lityn. W 2001 liczyła 985 mieszkańców, spośród których 979 wskazało jako ojczysty język ukraiński, 5 rosyjski, a 1 mołdawski.